# Hofkapelle (Gerblinghausen)

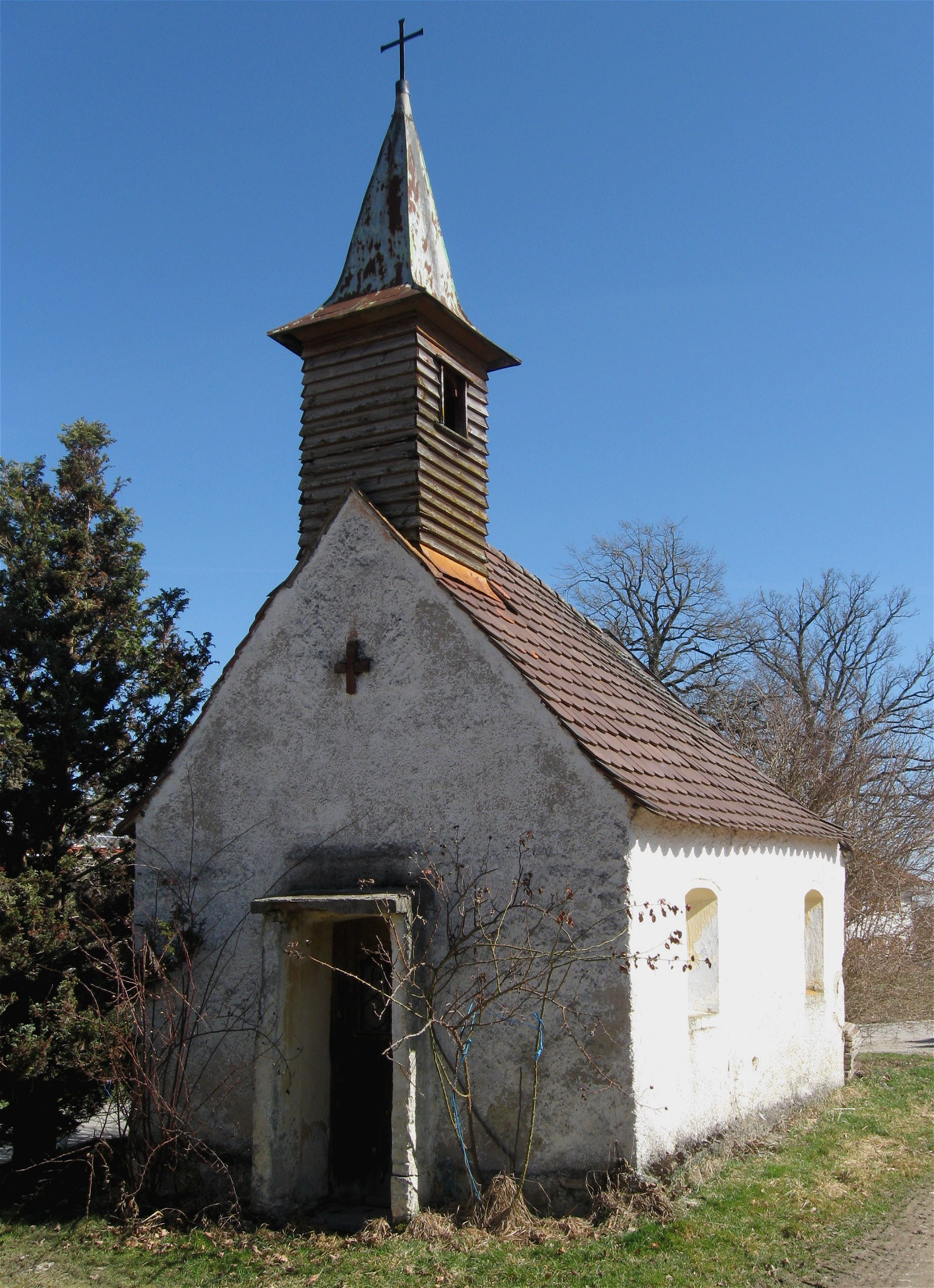
Hofkapelle Gerblinghausen

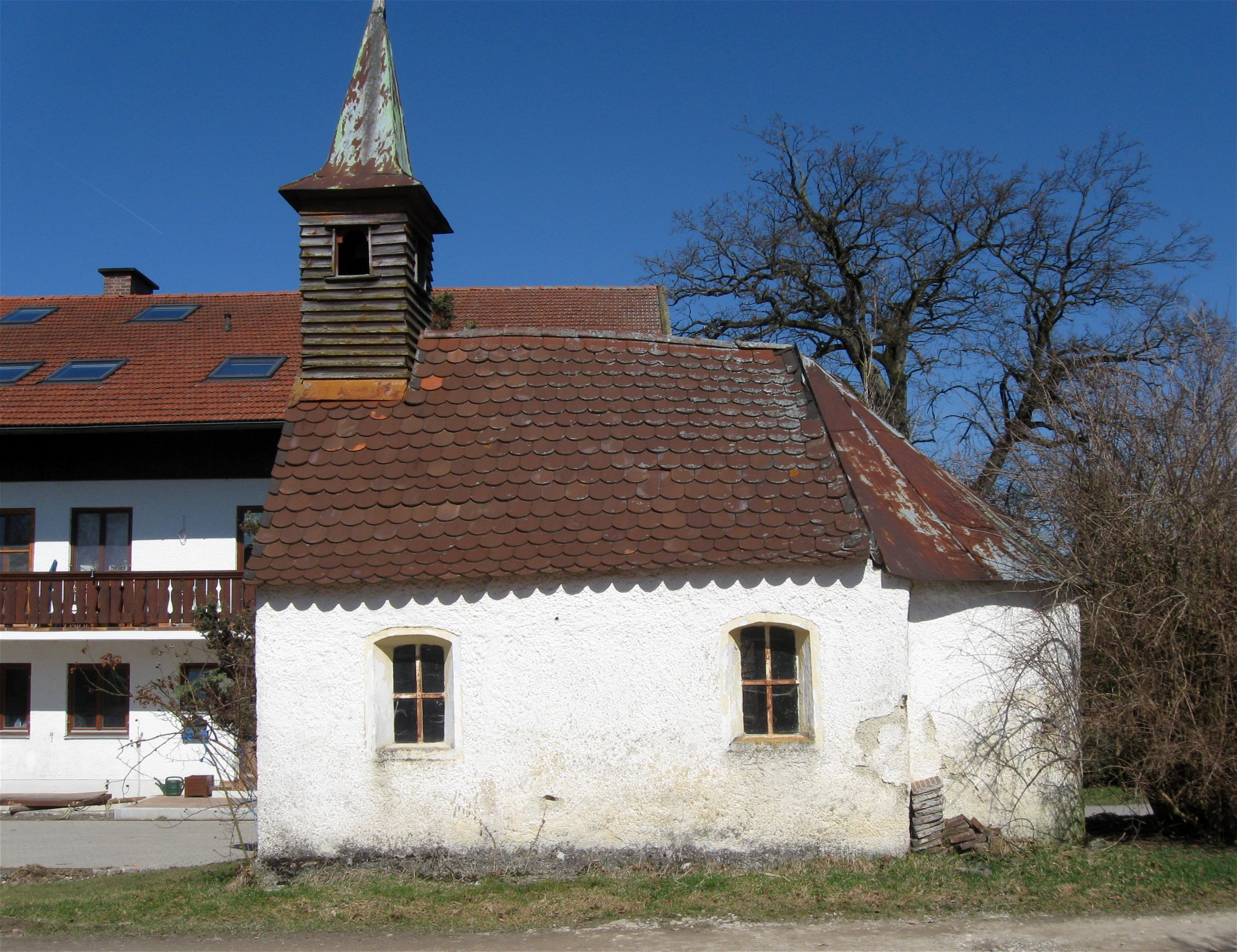
Seitenansicht

Die Hofkapelle Gerblinghausen ist eine Hofkapelle in dem Ortsteil Gerblinghausen der oberbayerischen Gemeinde Oberhaching im Landkreis München. Sie ist als Baudenkmal in die Bayerische Denkmalliste eingetragen.

## Lage
Die Hofkapelle liegt in dem Oberhachinger Ortsteil Gerblinghausen auf dem Gelände des L-förmigen Bauernhofs Glasbauerweg 1 zwischen diesem und dem Wohnhaus Glasbauerweg 3.

## Beschreibung
Die Kapelle ist ein etwa 6 Meter langer und 4 Meter breiter Bau mit Satteldach aus der ersten Hälfte des 18. Jahrhunderts. Auf der Ostseite hat die Kapelle eine eingezogene Apsis, auf der Westseite einen Eingangsvorbau und einen Dachreiter mit Spitzhelm.
In dem um etwa 1700 entstandenen Hochaltar steht in der Mitte eine Muttergottesstatue mit Jesuskind, flankiert von den Heiligen Barbara und Katharina. Weitere Figuren in der Kapelle zeigen den heiligen Sebastian und Engel mit Leidenswerkzeugen.